# 貞野遥香
貞野 遥香（さだの はるか、2002年〈平成14年〉6月30日 - ）は、日本のアイドルであり、女性アイドルグループNMB48の元メンバー。
大阪府出身。A-Light所属。

## 略歴
2018年
- 7月28日、インテックス大阪での「NMB48 18thシングル個別握手会」において、NMB48の6期生としてお披露目される。
- 9月26日、NMB48 研究生「夢は逃げない」公演初日メンバーに選ばれ、公演デビュー[3][4][5]。

2019年
- 3月28日、チームN 5th Stage「N Pride」公演に出演し、チーム公演デビュー。
- 4月8日、「難波愛～今、小嶋が思うこと～」公演初日メンバーに選ばれ出演。
- 10月5日、NMB48の22ndシングル『初恋至上主義』に、難波鉄砲隊其之八のメンバーとして『全力グローイングアップ』がカップリング収録されることが発表された[6]。

2020年
- 1月1日、「NMB48 新春特別公演2020」において、正規メンバー昇格と川上チームN所属が発表される[7][8]。
- 1月31日、NMB48 研究生「夢は逃げない」公演千秋楽に出演、唯一の皆勤賞だった[9]。
- 3月29日、NMB48の23rdシングル『だってだってだって』で、シングル表題曲選抜メンバーとして初めて選出されたことが発表される[10]。
- 6月22日、YouTubeチャンネルを開設[注 1][11]。
- 11月24日、大阪観光局が発行する『大阪周遊パス』と、貞野遥香がバレエを踊りながら大阪の観光地を巡る動画『アン・ドゥ・トロワ』がコラボ企画を開始[12][13][14]。

2021年
- 1月10日、KBS京都ラジオ『よしもと祇園花月Presents GIONラジオ「NMB48の放課後ニュース」』のレギュラーパーソナリティに起用された。
- 5月6日、白間美瑠プロデュース「大阪魂、捨てたらあかん」LeopAje公演初日に出演し、初めて定例公演の正センターを務める。

2022年
- 1月1日、「2022 新春組閣発表」において、チームNへの異動とチームNキャプテン就任が発表された[15][16]。
- 3月15日、チームN 6th Stage「夢中雷舞」公演初日に出演[17]。
- 4月20日、チームN 6th Stage「夢中雷舞」公演和田海佑生誕祭にて公演センターを務めた。2021年に約1年間「大阪魂、捨てたらあかん」LeopAje公演にて定例公演の正センターを務めたが、チーム公演でセンターを務めるのは自身初[18]。

2023年
- 1月25日、SHOWROOMイベント『AKB48グループ×bisレギュラーモデル決定オーディション』決勝で1位入賞し、その後上位3名の審査でグランプリに選出され、『bisレギュラーモデル』に決定した[19][20]。biswebでのインタビュー記事や[21]、bis公式YouTubeチャンネル『bis Channel』にて撮影風景も公開された[22]。
- 10月22日、チームN 6th Stage「夢中雷舞」公演にて、卒業発表した[23]。
- 12月11日、チームM「Mのサイン」公演 にて卒業公演を行われた[24]。
- 12月24日、NMB48 28thシングル「渚サイコー!」劇場盤発売記念 オンライン個別お話し会をもってNMB48を卒業予定[25]。しかし、体調不良のためイベントを欠席となり[26]、オンライン個別お話し会も振替で実施予定だったものの結局は行えず、「ROOMS #はるちゃんパワー受け取り会 にて 17時頃から 最後に配信」をもってNMB48の活動終了とした[27]。

2025年
- 3月9日、自身のSNSにて、「A-Light」に所属することを発表[2]。

## 人物
- キャッチフレーズは、「はーるが来た～♪　はーるが来た～♪　あなたの隣に～？(やってきたー)　アンドゥトロワで　はるちゃんパワー　受け取ってな！(ふぅー)　大阪府出身 はるちゃんこと 貞野遥香です」
- 公式ニックネームは、「はるちゃん」[1]。
- 一人称は「はるか」。メンバーやファンからは「さだはる」とも呼ばれている。
- 身体の柔軟性が高く、NMB48 8周年記念コンサート「NMB48 8th Anniversary LIVE」の6期生紹介で「I字バランス」を披露している。
- NMB48加入前まで、クラシックバレエを4歳から11年間続けてきた。全国コンクール入賞歴あり[注 2][28][29]。

## 参加曲

### シングル選抜曲
- 「僕だって泣いちゃうよ」に収録
  - 夢は逃げない - 研究生名義
- 「床の間正座娘」に収録
  - 2番目のドア
- 「初恋至上主義」に収録
  - 全力グローイングアップ - 難波鉄砲隊其之八名義
- だってだってだって
  - 涯 - Team N名義
- 「恋なんかNo thank you!」に収録
  - アイラブ豚まん
  - ダンシングハイ - Team N名義
- シダレヤナギ
  - 落とし穴
- 恋と愛のその間には
  - 夢中人
- 好きだ虫
  - 挑発の青空 - 「Team N」名義

### 劇場公演ユニット曲

#### NMB48 研究生「夢は逃げない」公演
- ピーク
- 始まりの雪
- 嘘の天秤

#### チームN 5th Stage「N Pride」公演
- Hell or Heaven
- シャワーの後だから

#### 「難波愛～今、小嶋が思うこと～」公演
- 思わせ光線
- 100年先でも

#### チームM 3rd Stage「誰かのために」公演
- 投げキッスで撃ち落せ!

#### チームBII 5th Stage「2番目のドア」公演
- 完璧ぐ～のね

#### 難波鉄砲隊其之九「告白の空砲」公演
- MARIA

#### チームN 6th Stage「夢中雷舞」公演
- 下衆な夢

## 出演

### テレビドラマ
- 第1話 シーズン2 #9 リメイクドラマ「智恵光院雀鬼」（2020年9月13日、朝日放送テレビ) - ドラゴン 役

### ラジオ番組
- よしもと祇園花月Presents GIONラジオ「NMB48の放課後ニュース」（2021年1月10日 - 、KBS京都）- レギュラー

### 舞台
- 演劇公演『大阪で創る３つのストーリー「沙也可 ～海峡を越えた愛～」』(2023年2月16日 - 19日、5公演、ABCホール) - ヒロイン「金美姫（キム・ミヒ）」役[30]